# British Steel
Статья о музыкальном альбоме группы Judas Priest называется British Steel (альбом)
British Steel Corporation — британская металлургическая компания, бывший монополист по производству стали.

## История
В конце 1940-х годов в Великобритании были национализированы 17 сталелитейных компаний, в 1950 году они были объединены в холдинг Iron and Steel Holding. Его работа оказалась малоэффективной и уже в 1951 году пришедшие к власти консерваторы приостановили его работу, в последующие десять лет 16 компаний были приватизированы. К этому времени сталелитейная отрасль Великобритании утратила свои основные преимущества, дешёвый уголь и богатые запасы железной руды — цена на уголь значительно выросла, а добыча руды пришла в упадок в пользу экспорта; кроме того, большинство предприятий устарели.
В 1964 году к власти пришло лейбористское правительство Гарольда Уилсона (1964—1970) с намерением вновь национализировать отрасль. Был составлен «План Бенсона» по модернизации производства стали в стране, согласно которому требовалось полностью перейти на конвертерное производство стали, строительство новых крупных комбинатов вблизи портовых городов, закрытие двух третей устаревших заводов и сокращение 100 тысяч рабочих. Поскольку частные компании не имели средств на реализацию этой программы, 14 из них были национализированы и объединены в British Steel Corporation (BSC, «Бритиш Стил Корпорейшн»), начавшую работу 28 июля 1967 года. Она стала второй крупнейшей в мире сталелитейной корпорацией с выплавкой стали на уровне 475 тысяч тонн в год и 268,5 тысяч сотрудников.
В первые годы BSC было не до модернизации, ей предстояло из скудной прибыли возвращать долг Казначейству Великобритании, образовавшийся от выкупа акций прежних владельцев компаний. Лишь в 1973 году началось строительство металлургического комбината в Сканторпе (графство Линкольншир) стоимостью 764 млн фунтов, начавший работу уже через три года. Вскоре началось строительство второго комбината, в Тиссайде (окрестности Мидлсбро).
В 1980 году чистый убыток корпорации составил 545 млн фунтов и правлением было объявлено о сокращении 60 тысяч рабочих. В ответ рабочими была объявлена забастовка (первая в отрасли с 1926 года), продлившаяся 13 недель и ещё более ухудшившая положение BSC, поскольку привела к росту импорта стали из Европы, где было её перепроизводство. 
В 1988 году компания была приватизирована правительством консерваторов во главе с Маргарет Тэтчер и стала называться British Steel plc. Первый год после приватизации British Steel закончила с чистой прибылью 565 млн фунтов, что, однако, было вызвано не столько сменой формой собственности, сколько ростом спроса на сталь и падением цен на сырьё. Следующие несколько лет компания вновь несла большие убытки.
В 1995 году компания объявила о начале зарубежной экспансии, в частности были заключены контракты на поставку рельсов в Перу и Бразилию. В 1997 году был построен первый завод British Steel вне Великобритании (в Алабаме).
В 1999 году компания слилась с нидерландской Koninklijke Hoogovens N.V., сформировав Corus Group, начавшую операционную деятельность 6 октября 1999 года. Koninklijke Hoogovens была основана в 1918 году, в 1953 году начал работу первый в стране металлургический комбинат, в конце 1980-х годов компания расширила сферу деятельности на производство алюминия.
Corus Group на момент создания была крупнейшим производителем стали в Европе и третьим крупнейшим в мире, в ней работало 66 тысяч сотрудников, выручка составляла 14,8 млрд долларов. Первый год работы компания закончила с убытком более 1 млрд фунтов, последовали новые закрытия предприятий и увольнения рабочих.
В 2007 году Corus был приобретён индийской компанией Tata Steel за 13 млрд фунтов и в сентябре 2010 года переименован в Tata Steel Europe.
11 апреля 2016 подразделение длинной продукции было продано британской инвестиционной компании Greybull Capital за символический фунт. Подразделение, состоящее из одного комбината и нескольких других предприятий, вернуло себе название British Steel. В мае 2019 года British Steel потерпела неудачу в переговорах о привлечении правительственного займа — лондонский суд принял решение о её принудительной ликвидации. В марте 2020 года активы были куплены китайской Jingye Group. К этому времени от британского сталелитейного гиганта остался только металлургический комбинат в Сканторпе, два завода в Англии, Skinningrove Steelworks (Норт-Йоркшир) и Teesside Beam Mill (Мидлсбро), и один во Франции — Sogerail (Лотарингия, производство рельсов).